# Непогодін Сергій Олександрович
Сергі́й Олекса́ндрович Непого́дін — український тренер, команда «Скіфи-ДонНТУ».
Під його керівництвом «Скіфи»
- більше десяти разів ставали чемпіоном країни,
- багато разів здобували Кубок України,
- двічі переможці Кубка СНД,
- володарі Відкритого Кубка Австрії.

Виховав кілька десятків майстрів спорту.